# 工商資訊學院
職業訓練局工商資訊學院（英語：VTC School of Business and Information Systems，簡稱SBI），是曾經存在的職業訓練局成員院校之一，在2001年9月成立，2024年9月結束。初期曾開辦自資高級文憑課程，以自負盈虧方式，為中五及中七畢業生提供更多高級文憑學額。在三三四高中教育改革後，改為開辦毅進文憑，以及隨後的應用教育文憑課程。

## 概況
總部位於新界葵涌興盛路81號，並與香港專業教育學院（葵涌）共用圖書館等設施；而此學院原先設於青衣路20A號的專用校舍（近香港專業教育學院青衣分校），但後來因為要騰出校舍予主力開辦本地學位課程的香港高等教育科技學院作為臨時校舍（2018年永久校舍建成後作為附屬校舍），加上副學位課程的縮減，最終遷至現址。

## 終結
2024年2月，職業訓練局為集中資源發展其他課程，決定於2024/25學年起不再開辦應用教育文憑課程，該學院亦相繼終止運作，課程改在香港專業教育學院開辦。

## 歷任院長
- 楊楚光（？–2021年8月）
- 柯世掦（2021年9月–2024年9月）

## 外部連結
- 工商資訊學院網頁
- 職訓局工商資訊學院成立 （页面存档备份，存于）